# René Mankiewicz
René H. Mankiewicz (geboren als Harald Mankiewicz 28. Mai 1905 in Frankfurt am Main; gestorben 1993 in Montreal) war ein deutsch-französisch-kanadischer Jurist.

## Leben
Harald Mankiewicz studierte Rechtswissenschaften an der Universität Frankfurt am Main und legte 1926 das erste Staatsexamen ab. Nach dem zweiten Staatsexamen im Februar 1930 erhielt er im Juli 1931 eine Stellung als „ständiger Hilfsarbeiter“. Er fungierte als Amtsrichter und Landrichter und war Mitglied im Reichsbanner Schwarz-Rot-Gold. Nach der Machtübergabe an die Nationalsozialisten wurde er im März 1933 zwangsweise beurlaubt und erhielt im November 1933 ein Berufsverbot ohne Ruhegehaltsansprüche. Er heiratete 1933 die Leipziger Ärztin Edith Marion Meyer, sie hatten zwei Kinder, Jacqueline (1940 geboren in Frankreich) und Francis (1944 geboren in Shanghai, gestorben 1993 in Montreal). Edith Meyers Eltern konnten sich vor der nationalsozialistischen Verfolgung nach Montreal retten mit ihrer Schwester, Margaret Kunstler-Humphrey, ebenfalls Ärztin, die später in zweiter Ehe mit John Peters Humphrey verheiratet war.
Das Ehepaar Mankiewicz floh im Juli 1933 nach Frankreich und erhielt die französische Staatsbürgerschaft. Er änderte seinen Vornamen René. In Lyon schlug er sich als juristische Hilfskraft durch und wurde Sekretär des Lyoner „Institut de Droit Comparé“. 1936 schrieb er zwei Beiträge über das französische Eherecht für die in Paris veröffentlichten Studien über Autorität und Familie des emigrierten Instituts für Sozialforschung.
Nach der deutschen Eroberung Frankreichs 1940 gingen Mankiewicz und seine Frau 1941 als Vichy-Franzosen in die französische „Konzession“ (Zone) von Shanghai. Sie arbeitete als Ärztin, und er war Lehrer an der französischen Universität Shanghai.
Im Jahr 1946 zogen sie nach Kanada, und er arbeitete als Rechtsberater für die Internationale Zivilluftfahrtorganisation (ICAO) an deren Hauptsitz in Montreal. Er nahm Lehraufträge in Rechtswissenschaft an der McGill University und an der Université de Montréal wahr.

## Schriften (Auswahl)
- La conception nationalsocialiste du sens de la vie et du monde (weltanschauung) son rôle-ce qu'elle travaille à détruire. Paris : Librairie générale de droit & de jurisprudence, 1937
- Le nationalsocialisme allemand, ses doctrines et leurs réalisations. Paris : Librairie générale de droit & de jurisprudence, 1937
- Le Travail en équipes internationales : le recueil Lambert : Introduction à l'étude du droit comparé. Lyon : Bosc et Riou, 1938
- Le Rôle et le comportement du juge en pays de common law et en pays de droit écrit. Paris, 1945
- The Concept and Developpement of Labour Law. Relations industrielles / Industrial Relations, 5(9), 1950, S. 83–87
- Yearbook of air and space law = Annuaire de droit aerien et spatial. McGill University. Institute of Air and Space Law. 1965
- Aircraft Operated by International Operating Agencies, 31 J. Air L. & Com. 304 (1965)
- The liability regime of the international air carrier. Deventer : Kluwer, 1981